# Bolharka, Vradiivka
Bolharka (în ucraineană Болгарка) este un sat în comuna Sîrove din raionul Vradiivka, regiunea Mîkolaiiv, Ucraina.

## Demografie
Componența lingvistică a localității Bolharka
     Ucraineană (97,06%)
     Rusă (2,94%)
Conform recensământului din 2001, majoritatea populației localității Bolharka era vorbitoare de ucraineană (97,06%), existând în minoritate și vorbitori de rusă (2,94%).